# Poa fendleriana
Poa fendleriana är en gräsart som först beskrevs av Ernst Gottlieb von Steudel, och fick sitt nu gällande namn av George Vasey. Poa fendleriana ingår i släktet gröen, och familjen gräs. Inga underarter finns listade i Catalogue of Life.

## Bildgalleri

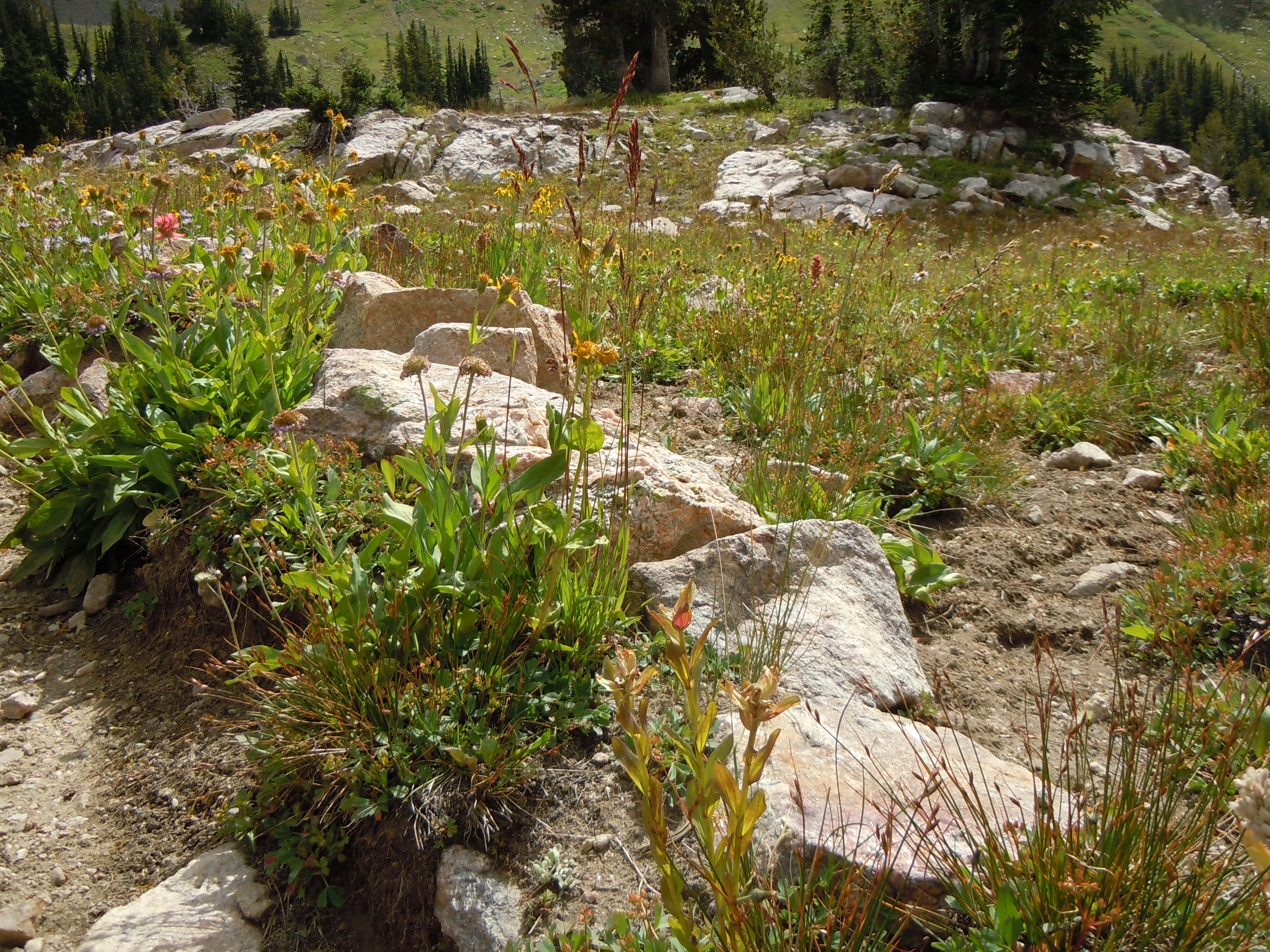
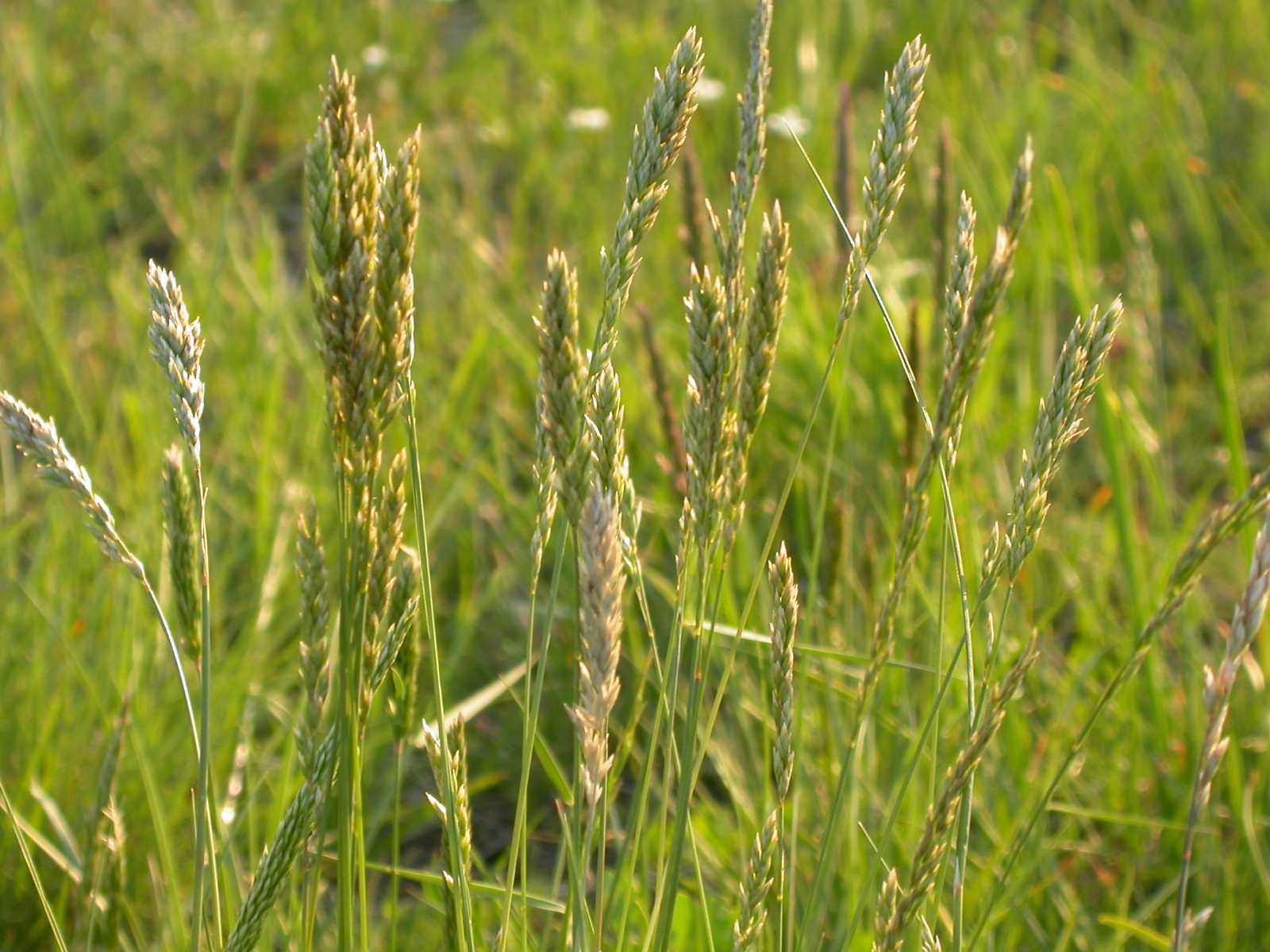
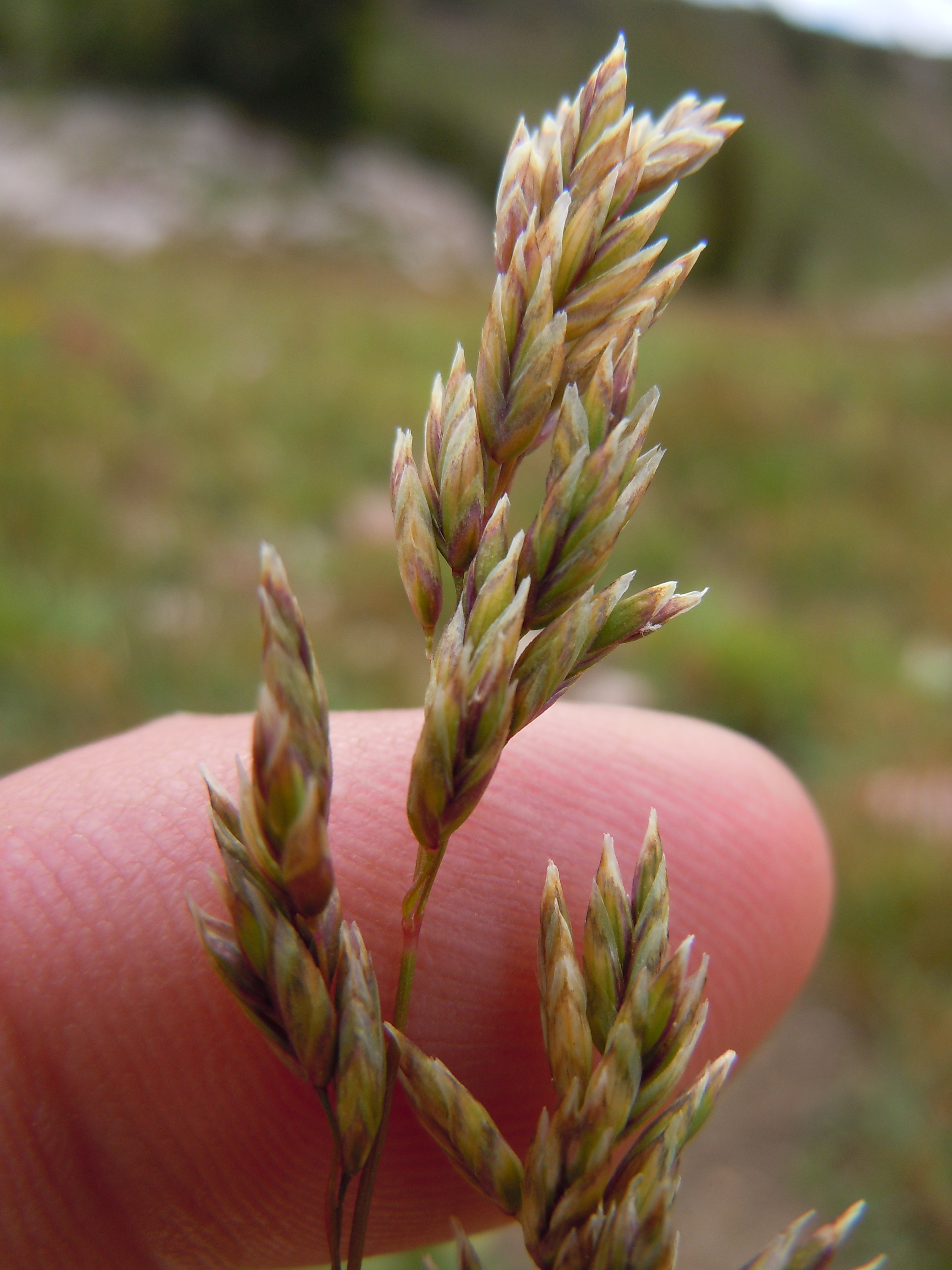
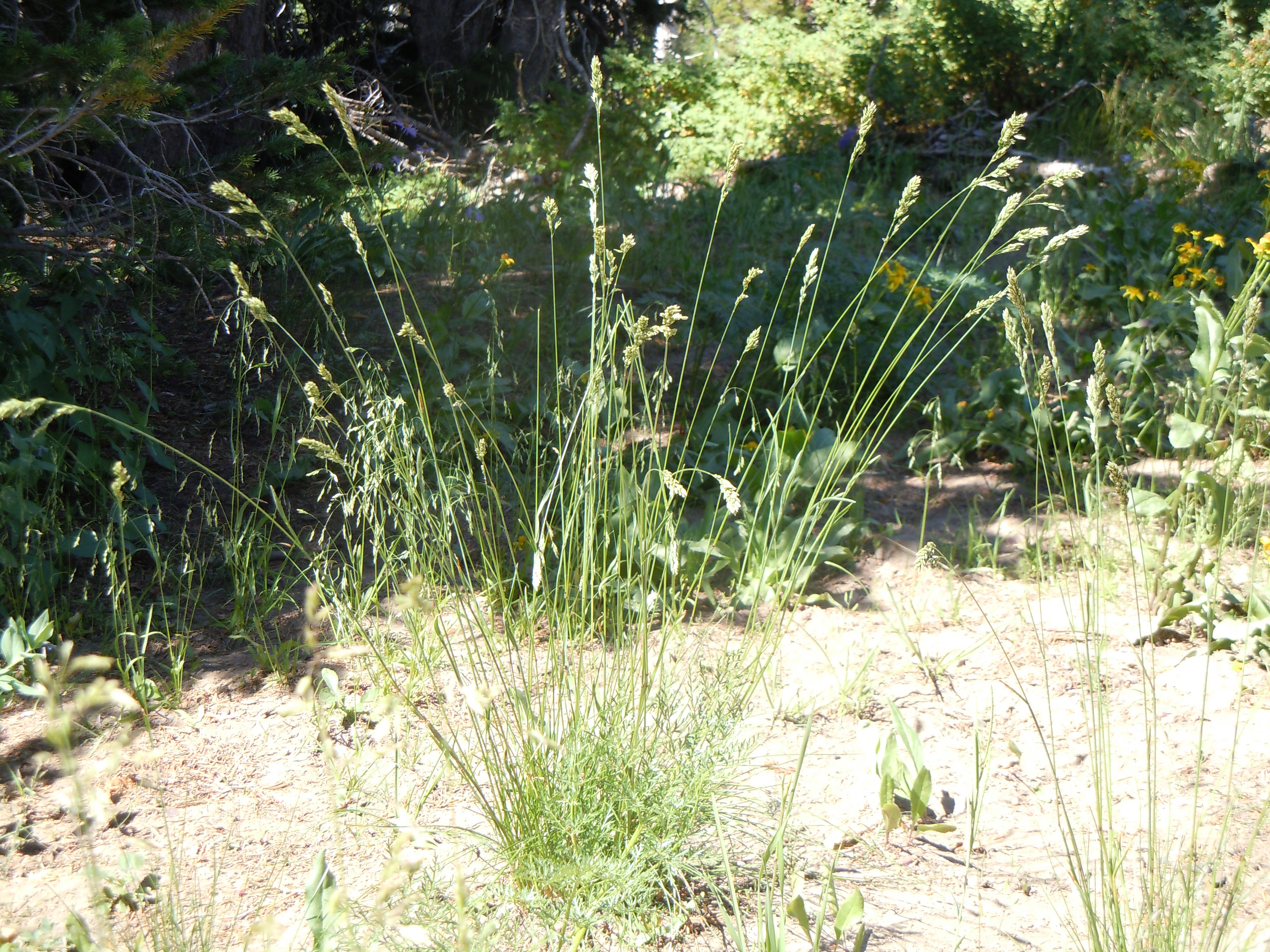